# 189-я стрелковая дивизия (2-го формирования)
189-я стрелковая Кингисеппская Краснознамённая дивизия — воинское соединение Вооружённых сил СССР в Великой Отечественной войне.

## История
Сформирована как 6-я Ленинградская стрелковая дивизия народного ополчения (Октябрьского района) из рабочих батальонов (формировавшихся за счёт добровольцев с Адмиралтейского завода, «Судомеха», ЛКИ, фабрики имени К. Самойловой и других предприятий и организаций) Октябрьского района Ленинграда в августе 1941 года, 23 сентября 1941 года переименована в 189-ю стрелковую дивизию. При формировании насчитывала около 8,2 тысяч человек, штаб дивизии находился в доме № 166 по каналу Грибоедова. За счёт дивизии были сформированы 264-й и 265-й отдельные пулемётно-артиллерийские батальоны.
В действующей армии с 1 сентября 1941 по 23 сентября 1941 года как 6-я дивизия ополчения и с 23 сентября 1941 года по 9 мая 1945 года, как 189-я стрелковая дивизия.
До 13 сентября 1941 года находилась в резерве Ленинградского фронта, затем передана в 42-ю армию, заняла позиции от села Рыбацкого до Мясокомбината и находилась во втором эшелоне до 1 ноября 1941 года, когда она заняла оборону на участке от церкви в Пулково до пересечения Витебской и Колпинской железных дорог и вплоть до января 1943 года вела оборону на южных подступах к Ленинграду.
С 4 декабря 1941 года совместно с частями 55-й армии наступает в направлении Ипподрома, станций Детское Село и Новой. В смысле продвижения вперёд наступление успехов не принесло.. 10-12 февраля силами 880-го стрелкового полка участвует в наступлении на Кокколево, и вновь безуспешно. На март 1942 года находится близ Пулковской обсерватории. 14 декабря 1942 года силами того же 880-го полка была взята важная, так называемая высота 1,5 близ Кокколево.
В январе 1943 года была передана в 67-ю армию для участия в операции по прорыву блокады Ленинграда, однако в составе частей, принимавших непосредственное участие в снятии блокады в источниках не упоминается; очевидно, находилась в резерве. После операции дивизия была переброшена в Колпино, где вела бои в марте-апреле 1943 года, сумела освободить железнодорожную платформу Поповка, после чего была возвращена в 42-ю армию, и вновь заняла позиции в районе Пулково.
В 1943 году Знамя 189 стрелковой дивизии, защищавшей Ленинград, было учреждено в .качестве переходящего для вручения особо отличившимся предприятиям города. Летом 1943 года Знамя вручили коллективу ГОМЗ (будущее ЛОМО), за которым оно осталось навсегда.
В преддверии Красносельско-Ропшинской операции в период с 13 по 15 января 1944 года была сменена на оборонительных позициях в районе Пулково частями 30-го гвардейского стрелкового корпуса, на которые возлагалась задача прорыва обороны противника в районе Пулково. Сама дивизия была отведена во второй эшелон и очевидно была быстро переброшена в Ораниенбаум, была введена в бой на участке 2-й ударной армии, и 20 января 1944 года в районе Ропши, встретившись с 43-й стрелковой дивизией 42-й армии, замкнула кольцо окружения вокруг группировки войск противника в районе Петергоф — Стрельна. Дивизия продолжила наступление, вела бои под Кингисеппом, отличилась при его освобождении 1 февраля 1944 года и, после недолгого нахождения в резерве, заняла позиции на Нарвском плацдарме, где в течение марта-апреля 1944 года ведёт тяжёлые бои. С 24 июля 1944 года наступает с Аувереского плацдарма в районе Сиргала, вышла к рубежу «Танненберг» и в начале августа 1944 года отведена в резерв и переброшена южнее Чудского озера. Принимает участие в Тартуской наступательной операции. В ночь на 13 августа 1944 года из второго эшелона была введена в бой через 98-ю стрелковую дивизию и ввязалась в ожесточённые бои на участке Тураку — Тюйтсмани — Холупи. На 16 августа 1944 года вела бой за Эраствере. К вечеру 22 августа 1944 года дивизия вышла к реке Элва и, освободив деревню Варесепалу, продолжала на 23 августа 1944 года вести бои восточнее её. 24 августа 1944 года восточнее Элвы первой попала под контрудар переброшенной танковой группы генерала Штрахвица (две бригады, общим количеством до 130 танков и штурмовых орудий, 50 бронетранспортёров). В полосу дивизии прибыли 690-й и 1246-й истребительно-противотанковые артиллерийские полки и с их помощью на дороге Элва — Тамса контрудар был остановлен. 25 августа 1944 дивизия освободила город Элва.
В ходе Рижской наступательной операции дивизия наступает южнее озера Выртсъярв, освободив Руену 24 сентября 1944 года, в дальнейшем вышла к Рижскому заливу и приступила к обороне побережья залива — фланга 67-й армии от возможного десанта противника. 5 октября 1944 года дивизия приняла позиции на Рижском оборонительном обводе в районе Видрижи у 201-й стрелковой дивизии. К 12 октября 1944 года дивизия занимала позиции на восточном берегу Кишэзерса между 191-й стрелковой дивизией и 374-й стрелковой дивизией. 13 октября 1944 года предпринимает первую попытку форсирования Даугавы отрядом в 70 автоматчиков на амфибиях 285-го батальона особого назначения. Амфибии вышли по протоке Милгравис из Кишэзерса в Даугаву, где попали под сильный миномётно-артиллерийский и пулемётный огонь противника. Были подбиты две машины-амфибии, и пришлось резко повернуть и высадить автоматчиков в районе Мангальсала.
После Рижской операции дивизия в боях не участвовала, находясь на противодесантной обороне побережья Балтийского моря в Эстонии.
Расформирована в феврале 1946 года.

## Подчинение
| Дата            | Фронт (округ)           | Армия             | Корпус                  | Примечания |
| --------------- | ----------------------- | ----------------- | ----------------------- | ---------- |
| 01.09.1941 года | Ленинградский фронт     | -                 | -                       | -          |
| 01.10.1941 года | Ленинградский фронт     | 42-я армия        | -                       | -          |
| 01.11.1941 года | Ленинградский фронт     | 42-я армия        | -                       | -          |
| 01.12.1941 года | Ленинградский фронт     | 42-я армия        | -                       | -          |
| 01.01.1942 года | Ленинградский фронт     | 42-я армия        | -                       | -          |
| 01.02.1942 года | Ленинградский фронт     | 42-я армия        | -                       | -          |
| 01.03.1942 года | Ленинградский фронт     | 42-я армия        | -                       | -          |
| 01.04.1942 года | Ленинградский фронт     | 42-я армия        | -                       | -          |
| 01.05.1942 года | Ленинградский фронт     | 42-я армия        | -                       | -          |
| 01.06.1942 года | Ленинградский фронт     | 42-я армия        | -                       | -          |
| 01.07.1942 года | Ленинградский фронт     | 42-я армия        | -                       | -          |
| 01.08.1942 года | Ленинградский фронт     | 42-я армия        | -                       | -          |
| 01.09.1942 года | Ленинградский фронт     | 42-я армия        | -                       | -          |
| 01.10.1942 года | Ленинградский фронт     | 42-я армия        | -                       | -          |
| 01.11.1942 года | Ленинградский фронт     | 42-я армия        | -                       | -          |
| 01.12.1942 года | Ленинградский фронт     | 42-я армия        | -                       | -          |
| 01.01.1943 года | Ленинградский фронт     | 42-я армия        | -                       | -          |
| 01.02.1943 года | Ленинградский фронт     | 67-я армия        | -                       | -          |
| 01.03.1943 года | Ленинградский фронт     | 67-я армия        | -                       | -          |
| 01.04.1943 года | Ленинградский фронт     | 55-я армия        | -                       | -          |
| 01.05.1943 года | Ленинградский фронт     | 42-я армия        | -                       | -          |
| 01.06.1943 года | Ленинградский фронт     | 42-я армия        | -                       | -          |
| 01.07.1943 года | Ленинградский фронт     | 42-я армия        | -                       | -          |
| 01.08.1943 года | Ленинградский фронт     | 42-я армия        | -                       | -          |
| 01.09.1943 года | Ленинградский фронт     | 42-я армия        | -                       | -          |
| 01.10.1943 года | Ленинградский фронт     | 42-я армия        | -                       | -          |
| 01.11.1943 года | Ленинградский фронт     | 42-я армия        | -                       | -          |
| 01.12.1943 года | Ленинградский фронт     | 42-я армия        | -                       | -          |
| 01.01.1944 года | Ленинградский фронт     | 42-я армия        | -                       | -          |
| 01.02.1944 года | Ленинградский фронт     | 2-я ударная армия | 109-й стрелковый корпус | -          |
| 01.03.1944 года | Ленинградский фронт     | 59-я армия        | 122-й стрелковый корпус | -          |
| 01.04.1944 года | Ленинградский фронт     | 8-я армия         | 122-й стрелковый корпус | -          |
| 01.05.1944 года | Ленинградский фронт     | 8-я армия         | 122-й стрелковый корпус | -          |
| 01.06.1944 года | Ленинградский фронт     | 8-я армия         | 122-й стрелковый корпус | -          |
| 01.07.1944 года | Ленинградский фронт     | 8-я армия         | 122-й стрелковый корпус | -          |
| 01.08.1944 года | Ленинградский фронт     | 2-я ударная армия | 122-й стрелковый корпус | -          |
| 01.09.1944 года | 3-й Прибалтийский фронт | 67-я армия        | 122-й стрелковый корпус | -          |
| 01.10.1944 года | 3-й Прибалтийский фронт | 67-я армия        | 112-й стрелковый корпус | -          |
| 01.11.1944 года | Ленинградский фронт     | 67-я армия        | 111-й стрелковый корпус | -          |
| 01.12.1944 года | Ленинградский фронт     | 67-я армия        | 111-й стрелковый корпус | -          |
| 01.01.1945 года | Ленинградский фронт     | 67-я армия        | 111-й стрелковый корпус | -          |
| 01.02.1945 года | Ленинградский фронт     | 67-я армия        | 111-й стрелковый корпус | -          |
| 01.03.1945 года | Ленинградский фронт     | 67-я армия        | 111-й стрелковый корпус | -          |
| 01.04.1945 года | Ленинградский фронт     | 67-я армия        | 111-й стрелковый корпус | -          |
| 01.05.1945 года | Ленинградский фронт     | 67-я армия        | 111-й стрелковый корпус | -          |

## Состав
Как 6-я стрелковая дивизия народного ополчения:
- 1-й стрелковый полк
- 2-й стрелковый полк
- 3-й стрелковый полк
- артиллерийский полк
- 12-й отдельный танковый батальон
- разведывательная рота
- отдельный батальон связи
- медико-санитарный батальон
- отдельная рота химической защиты
- автотранспортная рота

Как 189-я стрелковая дивизия
- 864-й стрелковый полк
- 880-й стрелковый полк
- 891-й стрелковый Рижский полк
- 431-й артиллерийский Рижский полк
- 79-й отдельный истребительно-противотанковый дивизион
- 269-я разведывательная рота
- 366-й сапёрный батальон
- 621-й отдельный батальон связи (910-я отдельная рота связи)
- 100-й медико-санитарный батальон
- 122-я автотранспортная рота
- 216-я отдельная рота химической защиты
- 353-я полевая хлебопекарня
- 277-й дивизионный ветеринарный лазарет
- 551-я полевая почтовая станция
- 802-я полевая касса Госбанка
- отдельный пулемётный батальон (с 25.12.1942 по 12.05.1943)

## Командиры
- Антонов, Константин Акимович (23.09.1941 — 17.10.1941), полковник;
- Клементьев, Василий Григорьевич (18.10.1941 — 28.11.1941), комдив;
- Корнилов, Александр Дмитриевич (29.11.1941 — 06.07.1943), полковник;
- Лоскутов, Павел Карпович (07.07.1943 — 15.01.1944), полковник;
- Потапов, Павел Андреевич (16.01.1944 — 24.08.1944), полковник, с 03.06.1944 генерал-майор (погиб 24.08.1944);
- Лукьянов, Дмитрий Акимович (25.08.1944 — 29.08.1944), генерал-майор;
- Козин, Нестор Дмитриевич (30.08.1944 — 24.09.1944), генерал-майор;
- Симонов, Николай Васильевич (25.09.1944 — 09.05.1945), полковник.
- Арьков Иван Трофимович, подполковник.

## Награды и наименования
| Награда (наименование)                | Дата                                                           | За что награждена |
| ------------------------------------- | -------------------------------------------------------------- | --- |
| Почётное наименование «Кингисеппская» | Приказ Верховного Главнокомандующего от 01.02.1944 года        | - |
| Орден Красного Знамени                | Указ Президиума Верховного Совета СССР от 7 сентября 1944 года | За образцовое выполнение заданий командования в боях с немецкими захватчиками, за овладение городом Тарту и проявленные при этом доблесть и мужество. |

## Память
- Плита «Воинам 189 стрелковой дивизии» на мемориальном Пулковском кладбище.

### Комментарии
1. ↑  Эстонские топонимы, оканчивающиеся на -а, не склоняются и не имеют женского рода (исключение — Нарва)